# Nílí
Nílí (darí نیلی) je hlavní město okresu Nílí a provincie Dájkundí v Afghánistánu. Město leží v nadmořské výšce 2 022 m n. m. V blízkosti města se nachází letiště Nílí. V zimě zde panují nepříznivé povětrnostní podmínky a silnice jsou obtížně sjezdné.
Město leží téměř v geografickém středu regionu Hazaradžát. Veškeré obyvatelstvo okresu a města tvoří etnická skupina Hazárů.
V prosinci 2008 jmenoval prezident Hámid Karzaj Azru Džafariovou starostkou města Nílí, která se tak stala první ženou ve funkci starostky v Afghánistánu.
V roce 2015 žilo ve městě 17 946 obyvatel a jeho celková rozloha činila 9 022 hektarů. Ve městě se nachází celkem 1 994 obydlí.
Nílí je městská vesnice ve středu Afghánistánu, kde je většina území (98 %) nezastavěna. Neúrodná půda tvoří 79 % celkové rozlohy. Zastavěná plocha má rozlohu 239 hektarů.
Dne 14. srpna 2021 se Nílí zmocnili bojovníci Tálibánu a stalo se tak 24 hlavním městem provincie, které Tálibán dobyl v rámci širší ofenzivy.